# Diffusion profondément inélastique

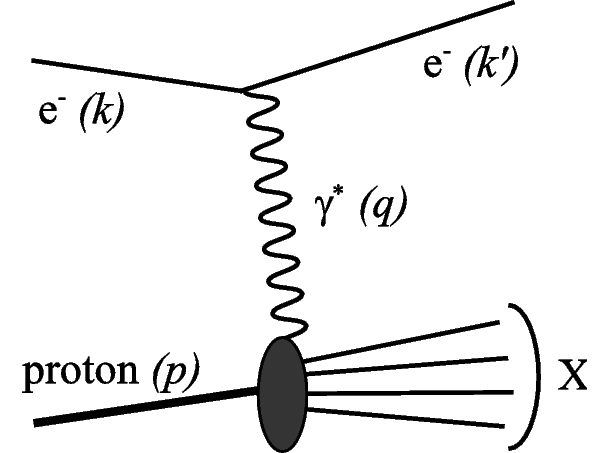
Diagramme de la diffusion profondément inélastique d'un électron sur un proton par l'intermédiaire d'un photon virtuel. À l'issue de l'interaction le proton est devenu un ensemble de particules hadroniques marqué ici par la lettre X. Les lettres entre parenthèses identifient le quadri-vecteur énergie-impulsion de chaque particule.

La diffusion profondément inélastique est un processus de diffusion entre particules. Ce processus est notamment utilisé pour sonder l'intérieur des hadrons, et en particulier les nucléons, à l'aide d'un faisceau de leptons (électrons, muons ou neutrinos). Le lepton incident vient interagir avec une partie du hadron par l'intermédiaire d'un boson (par exemple un photon virtuel). Le terme « inélastique » provient du fait que l'interaction entre le lepton et le hadron est la plupart du temps inélastique, tandis que le terme « profondément » est lié à la grande valeur de l'impulsion transférée par le photon entre le lepton et le hadron (voir aussi le site ).
Ce processus a permis dans les années 1960 au SLAC la première mise en évidence de l'existence des quarks en tant que particules réelles, alors qu'ils n'étaient considérés jusque-là que comme des objets purement mathématiques. Le concept ressemble en partie à la diffusion de Rutherford de particules alpha sur une cible d'or.

## Variables cinématiques
Plusieurs variables peuvent être construites à partir des caractéristiques cinématiques (énergie et impulsion) des particules impliquées dans l'interaction. On utilise ici les quadri-vecteurs énergie-impulsion des particules, identifiés par k et k' pour le lepton avant et après l'interaction, p pour le hadron avant l'interaction, et q pour le photon virtuel (voir la figure plus haut). L'intérêt de ces variables est qu'à la différence de ces quadri-vecteurs elles sont invariantes par transformation de Lorentz, c'est-à-dire que leur valeur ne dépend pas du réferentiel utilisé. On définit traditionnellement les variables suivantes :
- {\displaystyle Q^{2}=-q^{2}}: cette variable est homogène au carré de l'énergie (unité usuelle GeV²), elle marque la virtualité du photon intermédiaire ({\displaystyle Q^{2}=0} pour un photon réel). Avec certaines hypothèses, la valeur de cette variable indique l'échelle de l'interaction, qui est égale à {\displaystyle 1/{\sqrt {Q^{2}}}}. Traditionnellement une diffusion lepton-hadron est considérée comme étant une diffusion profondément inélastique si la valeur de Q² est égale ou supérieure à 1 GeV².
- {\displaystyle x=Q^{2}/2p.q} est la première variable de Bjorken. C'est une variable sans dimension comprise entre 0 et 1. Dans le cadre du modèle des partons (voir ci-dessous) et sous certaines hypothèses, la valeur de cette variable représente la fraction d'impulsion du nucléon portée par la partie du nucléon ("parton") qui interagit avec le photon. Pour une collision élastique, x est égal à 1.
- {\displaystyle y=p.q/p.k} est la seconde variable de Bjorken. Cette variable sans dimension comprise entre 0 et 1 représente la fraction d'énergie perdue par le lepton.
- {\displaystyle W=(p+q)^{2}} représente le carré de la masse invariante de l'état hadronique X.

Si l'on ne tient pas compte du détail du système hadronique X (on parle de "mesure inclusive"), le système dispose de deux degrés de liberté. L'interaction est alors entièrement déterminée par la connaissance de deux de ces variables, les autres pouvant être déduites à partir de ces deux premières. Les variables les plus traditionnellement utilisées sont x et Q².

## Diffusion profondément inélastique dans le cadre du modèle des partons

Diffusion profondément inélastique dans le cadre du modèle des partons. Le photon virtuel interagit seulement avec un des constituants (partons) du nucléon.

Les premières expériences de diffusion profondément inélastique au SLAC dans les années 1960 ont montré que les fonctions de structure du nucléon dépendaient très peu de la valeur de Q² dès que cette variable atteignait l'ordre de 1 GeV², c'est ce que l'on a appelé l'invariance d'échelle. Cette invariance a pu être interprétée dans le cadre du modèle des partons, qui décrit le nucléon comme un ensemble de particules ponctuelles indépendantes appelées partons. En pratique ces partons ont été identifiés comme étant les quarks, les gluons pouvant au second ordre jouer eux aussi ce rôle.
Dans le référentiel dans lequel se place ce modèle, appelé "référentiel de moment infini", le nucléon est considéré comme ayant une très grande impulsion, permettant de négliger toutes les masses des partons ainsi que leur impulsion transverse (perpendiculaire à l'impulsion du nucléon). Dans ce référentiel, l'échelle de temps de l'interaction, de l'ordre de {\displaystyle 1/{\sqrt {Q^{2}}}}, est inférieure au temps propre des fluctuations quantiques à l'intérieur du nucléon compte tenu du ralentissement relativiste. Ceci permet donc de négliger toute interaction entre les partons au moment de l'interaction lepton-nucléon, le nucléon étant alors considéré au moment de l'interaction comme un simple ensemble de particules libres. Dans le processus de diffusion profondément inélastique, le photon virtuel vient alors interagir élastiquement avec l'un des partons, les autres constituants du nucléon n'étant pas affectés par cette interaction.